# 湿地

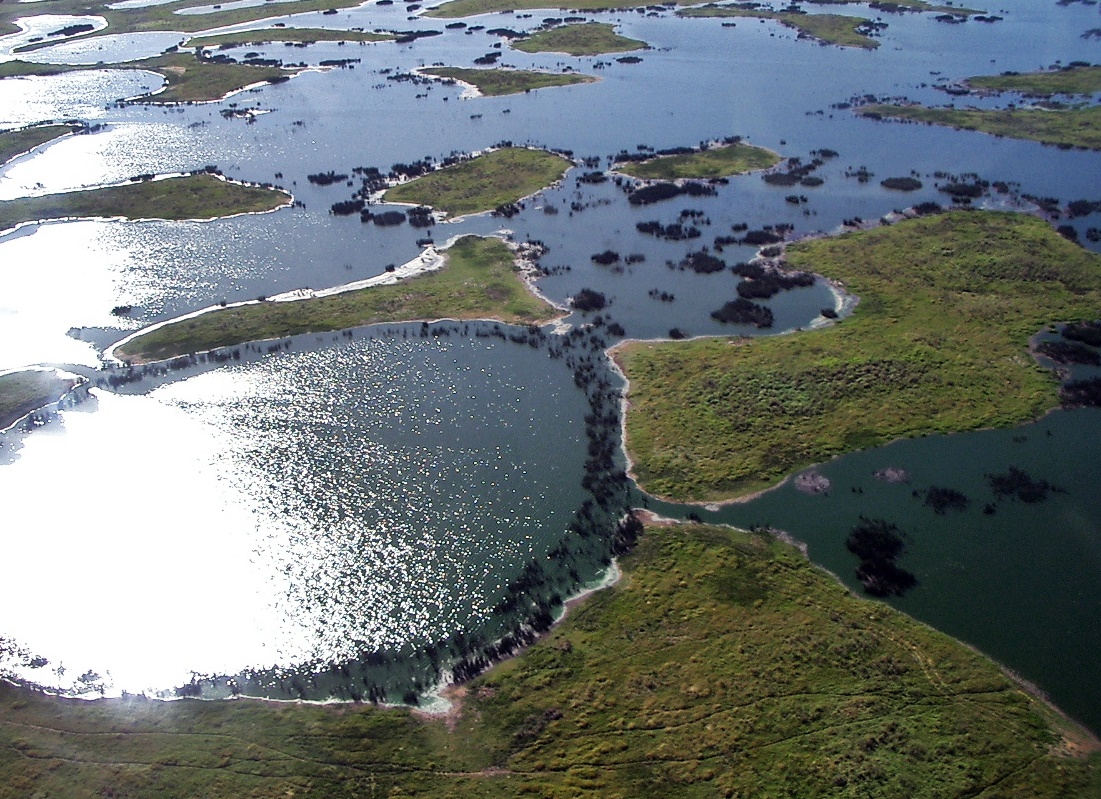
パンタナル
雨季には総面積約19.5万km^{2}にもなる世界最大の湿地帯。2006年4月撮影の空中写真。

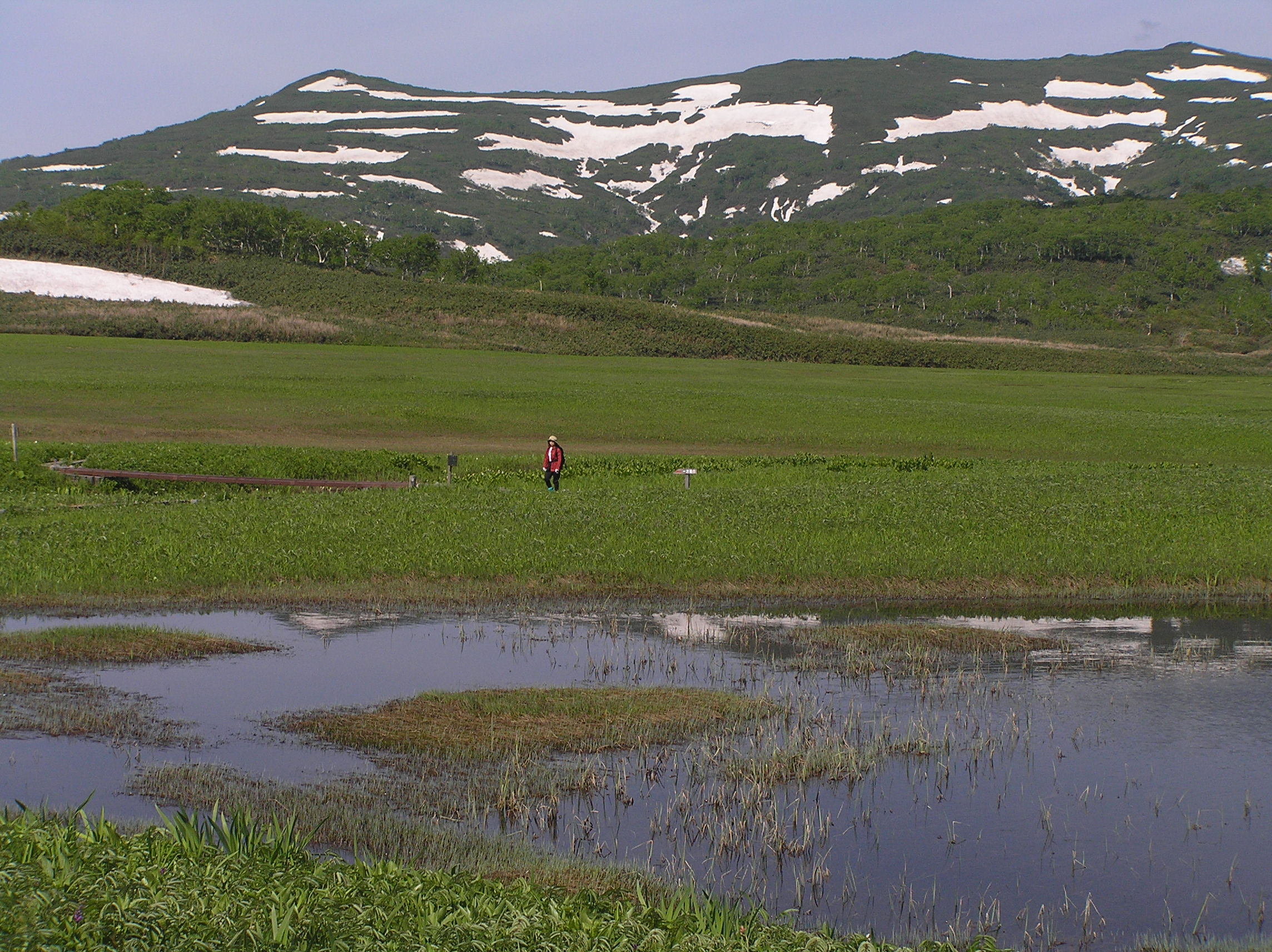
雨竜沼湿原／日本の代表的な湿地帯の一つ。2006年7月撮影。

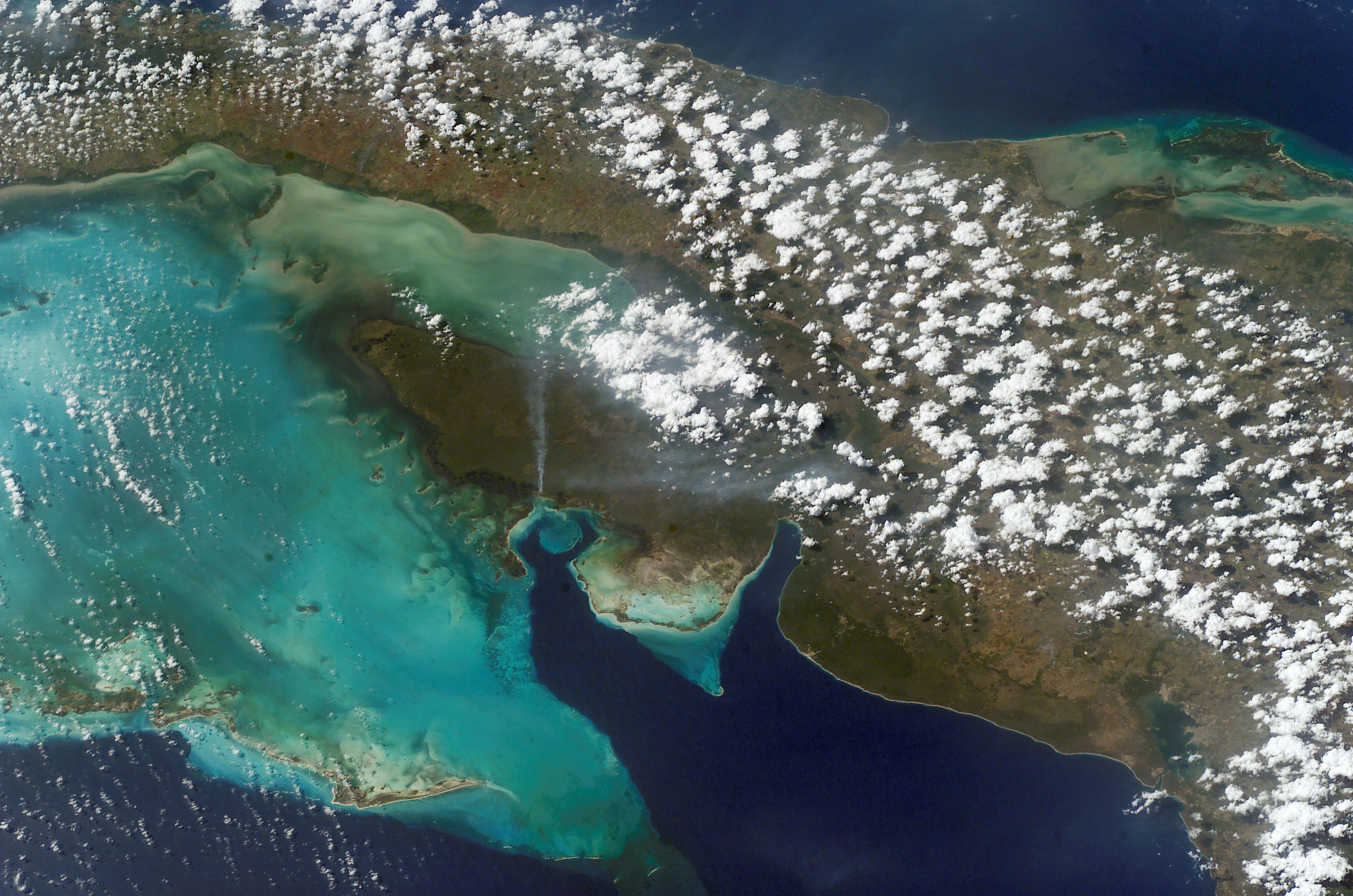
サパタ湿地
キューバにあるカリブ諸島最大の湿地であるが、気候変動によって21世紀後半にはその大半が貴重な生物相と共に失われてしまう可能性がある。2007年に撮影されたNASAの衛星画像。

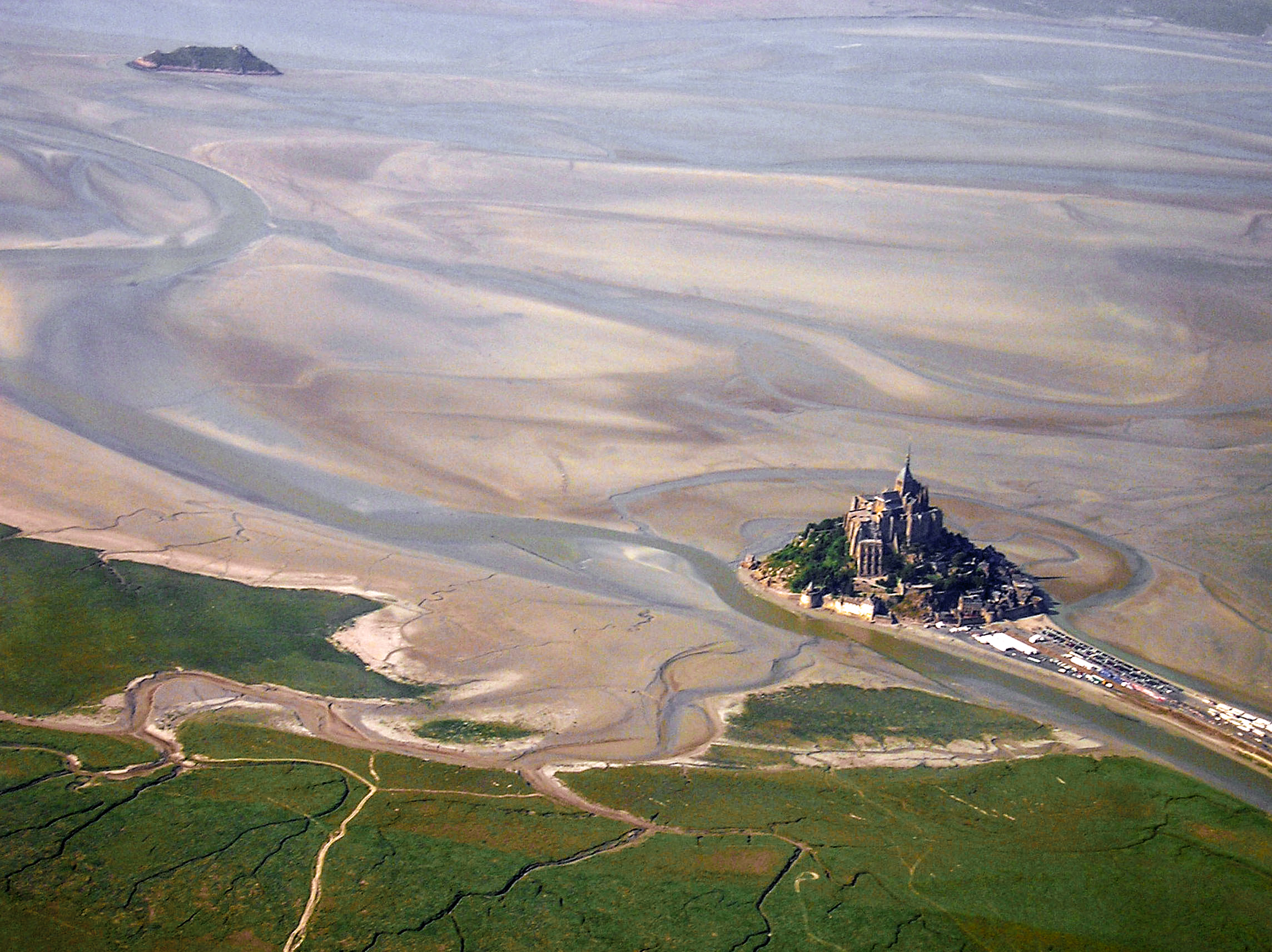
モン・サン＝ミシェル（手前の小島）とサン・マロ湾の干潟
潮汐によって劇的な変化を日々見せるサン・マロ湾一帯は有史以前より聖地であったが、陸地化は時代を追うごとに進み、19世紀後半以降は人為の働きも加わって加速的に進捗した。21世紀は一転、潮の満ち干を妨げていた施設を排除して乾燥化を防ぐ方向にある。2006年6月撮影。

湿地（しっち、英語：wetland）は、浅い水で断続的に覆われているか、土壌が水分で飽和している土地または地域。淡水や海水によって冠水する、あるいは定期的に覆われる低地。英語の音写でウェットランドとも呼ばれる。湿地の特徴を備えた地帯（地域）は、湿地帯（しっちたい）と呼ばれる。
湿地や湿地帯は生物、特に水生生物やそれを餌とする鳥類の重要な生育・生息場所となる。

## 定義と範囲
湿地から連想する用語として湿原があげられるが、湿地には幅広い意味があり、その他にも湖、沼、地下水系、水田、ため池、干潟、マングローブ、藻場やサンゴ礁などが含められる。このように湿地の定義や範囲は広く、その適用範囲は状況に応じて様々である。
例えば、渡り鳥の保全に関する国際条約であるラムサール条約の登録対象は湿地であるが、その定義は条文の第1条第1項に示されており、下記のとおりである。
第一条 1 この条約の適用上、湿地とは、天然のものであるか人工のものであるか、永続的なものであるか一時的なものであるかを問わず、更には水が滞っているか流れているか、淡水であるか汽水であるか鹹水（塩水）であるかを問わず、沼沢地、湿原、泥炭地又は水域をいい、低潮時における水深が6メートルを超えない海域を含む。
また、環境省が選定する日本の重要湿地500の選定基準1では「湿原・塩性湿地、河川・湖沼、干潟・マングローブ林、藻場、サンゴ礁のうち、生物の生育・生息地として典型的または相当の規模の面積を有している場合」としている。
なお、A dictionary of ecologyの定義には「低地」という言葉が含まれるが、 "周囲と比べて低い" という意味であり、標高千メートル超の高地や山地でもこのような場所が湿地になっていることはある。

## 特徴
湿地は多様な生物の生育・生息場所や利用環境として重要な場所である。特に渡り鳥の飛来地として注目されておりラムサール条約の登録湿地、鳥獣保護法に基づく鳥獣保護区（集団飛来地）等の登録・指定を受けて、保全・保護の対象となり得る。
また、河川や湖沼などについては「貯水機能」、干潟やマングローブ等については「水質の浄化機能」を有している他、潮干狩りや釣り等のレクリェーションの場として活用されることも多く、人間の生活や活動に対しても重要な位置付けにある。

## 湿地の種類
湖沼
陸地等に囲まれた閉鎖性の水域である。地理的な隔離がおこりやすいためしばしば固有種が確認される。
湿原
湖沼などに土砂や植物の枯死体が堆積したり、河川がせき止められたりして成立したものである。高層湿原・低層湿原・中間湿原等の種類がある。
河川
陸地と海域を連絡する水の流れのことである。内陸と沿岸を行き来する魚類（サケ・ヨシノボリなど）や甲殻類（モクズガニなど）が存在し、河川横断構造物による上流と下流の分断はその生息に影響を与える。
干潟
主に河川の河口部や沿岸域に存在する砂泥が堆積した場所のことである。底生生物を中心とした多様な生物相とそれらを餌とする鳥類の生育・生息環境として重要であるとともに、陸地からの過剰な有機物等の浄化作用を有する。またアサリやハマグリ等の二枚貝が豊富であり、潮干狩りが行われる。広義ではWetlandに含まれるが、日本語の「干潟」に対応するのは"Tidal flat"である。
マングローブ
主に熱帯から亜熱帯の汽水域に分布する森林のことである。俗にマングローブ植物と言われる特徴的な植物群が生育するとともに、多くの動物の生息環境を提供している。東南アジアなどでは漁場として重要であるとともに、高波や台風などを防除する役割も有する。
藻場
主に水深20mまでの海底に立地する海草や海藻が繁茂した地域である。陸地における森林と同様な機能を有し、酸素の供給や炭素の貯蓄等が行われる。また、藻場そのものが魚類やウミガメ等の餌となる他、多くの海生動物の生息環境としても重要である。またヒジキやアオサ等の食用となる藻類の採取場所ともなる。
サンゴ礁
主に熱帯から亜熱帯の浅海域に分布するサンゴの群落である。藻場と同様に酸素の供給機能や炭素の貯蓄機能を有する。また多様な生物に対して生息・繁殖・採餌環境を提供している。ダイビングの場としても利用されている。

## 湿地の開発と保全
上述のように、湿地は生物の生育・生息環境として重要な地域であると同時に、人間の利用の場としても重要であり、しばしば開発の対象となる。たとえば河川などはダムの設置、干潟やマングローブなどは沿岸海域の埋立などが行われている。そのため、多数の条約や法令等により湿地の保全・保護が図られており、いくつかの地域ではラムサール条約や鳥獣保護区等の登録・指定を受けている。
また、サンゴ礁に関しては直接的な開発行為の他にオニヒトデによる捕食や海水温の上昇に伴う白化現象による影響も懸念されており、沖縄県に位置する石西礁湖では、自然再生事業が推進されているほか、西表石垣国立公園の海中公園地域にも含められている。

## 世界の湿地
世界最大級の湿地
- パンタナル ：総面積 140,000 - 195,000km2。世界最大の湿地。
- スッド ：総面積 30,000 - 130,000km2。
- ニジェール内陸デルタ ：総面積 78,000km2[6]。

## 湿地と地名
「地名は土地の履歴書」という表現があるが、洋の東西を問わず、古くから引き継がれてきた伝統的地名というものはその土地の過去における有り様を伝えていることが少なくない。日本を例にとれば、北関東から北海道にかけてもともと湿地であった所の地名は「〜谷地（やち）」と付けられている

## 湿地園

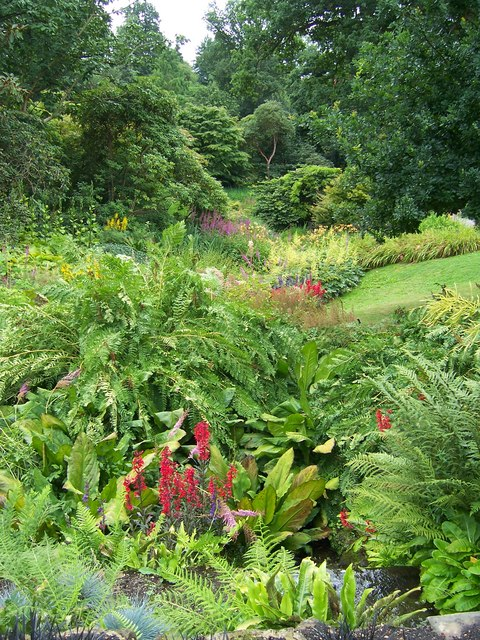
ウェイクハーストのボグ・ガーデン

湿地の庭、湿地園（英：Bog_garden　ボグガーデン）とは、永久に湿った（ただし湛水によってではなく）土壌を用い、そのような条件で生育する植物や生物の生息地を作る庭園の一種である。作庭方法は、既存の庭の水はけ悪さを利用してもよいし、池のライナーや他の材料を使って人工的に水を溜め込むようにしてもかまわない。ただしこのような構造は水が完全停滞しないように、少量の浸透を許容しなければならない。例えば、池のライナーは数回貫通させる必要がある。
一般的に沼地を利用した庭は庭池や他の水辺に隣接した浅い領域からなるが、水が高いレベルから低いレベルに流出しないよう注意する必要がある。持続可能な最小の深さは40–45 cm (16–18 in)とされているが、水はけの良い砂利をライナーの上に敷き、沼の表面下に穴あきホースを使用することで湿潤を確保することができる。
湿地帯や根の周囲に浅い水を好む植物（縁辺植物）には以下のようなものがある。
- ハナショウブ
- マーシュマリーゴールド
- ビーナス・フライトラップ（ハエトリグサ）
- ドロセラ・アデラエ（モウセンゴケ属）
- アイリスプードココルス（イエローフラッグ）
- ロベリア・カーディナリス（Lobelia cardinalis）
- コバンコナスビ (クリーピングジェニー)
- ミツガシワ (ボグビーン)
- ワスレナグサ (ミズワタリソウ)
- ゼンマイ
- ペルシカリア アンプレクシカウリス (レッドビストート)
- イブキトラノオ (ビストル)
- ピンギキュラ(キンポウゲ科)
- プリムラ・プルウェルレンタ(カンゾウ)（サクラソウ属）
- サラセニア（北米産のピッチャープラント）
- フトイ ゼブラヌス(シマイネ)
- Scrophularia auriculata ゴマノハグサ属Variegata (ウォーターフィグワート)
- トロリウス（Trollius）×カルトルム（フキノトウ）
- タヌキモ属（ブラダーウォート）

日本には箱根湿生花園、名古屋市東谷山フルーツパーク湿地園、東山動植物園湿地園などがある。